# Ernst Moltzer
Ernst Octavianus Moltzer (ur. 1 maja 1910 w Amsterdamie, zm. 15 listopada 1941 na Morzu Północnym) – holenderski żeglarz, olimpijczyk.
Na regatach rozegranych podczas Letnich Igrzysk Olimpijskich 1936 wystąpił w klasie 6 metrów zajmując 8 pozycję. Załogę jachtu DeRuyter tworzyli również Herman Looman, Ansco Dokkum, Cornelis Jonker i Joop Carp.
Zginął na morzu próbując dostać się do Wielkiej Brytanii.